# Antiracotis squalida
Antiracotis squalida är en fjärilsart som beskrevs av Butler 1878. Antiracotis squalida ingår i släktet Antiracotis och familjen mätare. Inga underarter finns listade i Catalogue of Life.